# Relics
Relics is een verzamelalbum van de Engelse rockband Pink Floyd, uitgebracht in 1971: op 14 mei in Europa en op 15 juli in de Verenigde Staten. Een geremasterde cd werd uitgegeven in 1996 met een andere albumcover: een 'driedimensionale' versie van het oorspronkelijke ontwerp van drummer Nick Mason. Het album werd eerst uitgegeven door Starline, en de heruitgave door Music for Pleasure; Harvest en Capitol verspreidden het album in de VS.

## Uitgave
Relics werd uitgegeven omdat EMI, de platenmaatschappij van Pink Floyd, bezorgd was omdat de band de studio in was gegaan zonder nummers of ideeën. Dit, gecombineerd met een zich gestaag uitbreidend tourschema, deed EMI vrezen dat Pink Floyd misschien wel tot ruim een jaar na Atom Heart Mother geen nieuw product uit zou brengen. Om de fans toch wat "consumptie" te geven, besloot EMI om een goedkope lp uit te geven op haar label Starline, met daarop wat vroege singles, B-kanten en albumnummers, en een nog niet eerder uitgegeven nummer, "Biding My Time".
Relics werd via verschillende kanalen uitgegeven, wat niet allemaal even legaal gebeurde. Zo gaf EMI Australië het album uit zonder de toestemming van de band. Dit leidde tot de intrekking van het album, waardoor het een collector's item werd. Een heruitgave van het album in 1996 maakte dat het album weer makkelijk gekocht kon worden.

## Inhoud
Relics werd het bekendst van hitsingles uit de tijd dat Syd Barrett deel uitmaakte van Pink Floyd: "Arnold Layne" en "See Emily Play", evenals B-kanten van de drie erop volgende singles. "Paintbox", "Julia Dream" en "Careful with That Axe, Eugene" werden voor Relics gemixt naar stereoversies. Relics heeft de enige cd-uitgave van "Paintbox" met dezelfde lengte als de originele single; op de albums The Early Singles (1992, deel van Shine On), 1967: The First Three Singles (1997), en de (40 jaar) jubileumversie van The Piper at the Gates of Dawn (1997), die 13 seconden langer duren.
Het album bevat ook een niet eerder uitgebrachte studio-opname van een compositie van Roger Waters, "Biding My Time", dat eerder alleen ten gehore werd gebracht in de concerttournee "The Man en The Journey".
Het album was geen complete collectie van materiaal dat voorheen alleen beschikbaar was als singles. Ook werden een aantal A-kanten weggelaten. Tot de release van The Early Singles (1992), dichtten bootlegs zoals The Dark Side of the Moo deze kloof.

## Tracks
| Nr. | Titel                                                                               | Schrijver(s)                                          | Duur |
| --- | ----------------------------------------------------------------------------------- | ----------------------------------------------------- | ---- |
| 1.  | "Arnold Layne" (Single A-kant uitgegeven op 11 maart 1967)                          | Syd Barrett                                           | 2:56 |
| 2.  | "Interstellar Overdrive" (Van The Piper at the Gates of Dawn, 1967)                 | Syd Barrett, Roger Waters, Richard Wright, Nick Mason | 9:43 |
| 3.  | "See Emily Play" (Single A-kant uitgegeven op 17 juni 1967)                         | Syd Barrett                                           | 2:53 |
| 4.  | "Remember A Day" (Van A Saucerful of Secrets, 1968)                                 | Richard Wright                                        | 4:29 |
| 5.  | "Paintbox" (Single B-kant van "Apples and Oranges", uitgegeven op 18 november 1967) | Richard Wright                                        | 3:33 |

| Nr. | Titel                                                                                                 | Schrijver(s)                | Duur |
| --- | --- | --------------------------- | ---- |
| 6.  | "Julia Dream" (Single B-kant van "It Would Be So Nice", uitgegeven op 13 april 1968)                  | Roger Waters                | 2:37 |
| 7.  | "Careful with That Axe, Eugene" (Single B-kant van "Point Me at the Sky", uitgegeven 7 december 1968) | Gilmour/Waters/Wright/Mason | 5:45 |
| 8.  | "Cirrus Minor" (Van Soundtrack from the Film More, 1969)                                              | Roger Waters                | 5:18 |
| 9.  | "The Nile Song" (Van Soundtrack from the Film More, 1969)                                             | Roger Waters                | 3:25 |
| 10. | "Biding My Time" (Niet eerder uitgebracht)                                                            | Roger Waters                | 5:18 |
| 11. | "Bike" (Van The Piper at the Gates of Dawn, 1967)                                                     | Syd Barrett                 | 3:21 |

Nummers van Pink Floyd